# Dexter, Novi Meksiko
Dexter je gradić u okrugu Chavesu u američkoj saveznoj državi Novom Meksiku. Prema popisu 2010. u Dexteru je živjelo 1266 stanovnika.

## Zemljopis
Nalazi se na 33°11′46″N 104°22′13″W / 33.19611°N 104.37028°W (33.196062, -104.370222), 3 km zapadno od rijeke Pecosa. Državna cesta 2 prolazi kroz Dexter i vodi prema 27 km udaljenom okružnom sjedištu Roswellu i prema 10 km jugoistočno udaljenom Hagermanu. Prema Uredu SAD-a za popis stanovništva, zauzima 2,1 km2 površine, od čega suhozemne 1,9 km2.

## Stanovništvo
Prema podatcima popisa 2000. u Dexteru je bilo 1235 stanovnika, 390 kućanstava i 333 obitelji, a stanovništvo po rasi bili su 60% bijelci, 0,73% Indijanci, 0,24% afroamerikanci, 35,47% ostalih rasa te 3,56% dviju ili više rasa. Hispanoamerikanaca i Latinoamerikanaca svih rasa bilo je 71,17%.

## Poznati stanovnici
- Mike E. Smith, džokej

## Vanjske poveznice
- Slike iz zraka